# 821 Azerski Batalion Piechoty
821 Azerski Batalion Piechoty (niem. Aserbeidschanische Infanterie Bataillon 821, ros. 821-й азербайджанский пехотный батальон) - oddział wojskowy Wehrmachtu złożony z Azerów podczas II wojny światowej.

## Historia
Batalion został sformowany jesienią 1943 r. w Jedlni. Formalnie wchodził w skład Legionu Azerbejdżańskiego. Od przełomu 1943/1944 r. zwalczał partyzantkę na ziemiach polskich, ale już pod koniec stycznia 1944 r. został rozwiązany.